# نانسي أنطونيو
نانسي أنطونيو (بالإسبانية: Nancy Antonio) هي لاعبة كرة قدم مكسيكية، ولدت في 2 أبريل 1996 في مدينة مكسيكو في المكسيك.

## وصلات خارجية
- نانسي أنطونيو على موقع بطولة كرة القدم المكسيكية للسيدات (الإسبانية)
- نانسي أنطونيو على موقع قاعدة بيانات كرة القدم.إي يو (الإنجليزية)
- نانسي أنطونيو على موقع Soccerway.com (الإنجليزية)